# Campionati europei di nuoto artistico 2025 - Solo tecnico femminile
La gara dal solo tecnico femminile ai campionati europei di nuoto artistico 2025 si è svolta il 5 giugno 2025 presso il Penteada Olympic Swimming Pools Complex di Funchal. Hanno preso parte alla competizione 17 squadre nazionali

## Risultati
| Pos. | Atleta             | Squadra       | DD    | EL       | AI       | Punti    | Pen |
| ---- | ------------------ | ------------- | ----- | -------- | -------- | -------- | --- |
|      | Vasiliki Alexandri | Austria       | 33.30 | 151.5400 | 105.7000 | 257.2400 |     |
|      | Iris Tio           | Spagna        | 31.40 | 145.1417 | 103.9500 | 249.0917 |     |
|      | Klara Bleyer       | Germania      | 33.90 | 144.6650 | 102.3000 | 246.9650 |     |
| 4    | Enrica Piccoli     | Italia        | 32.70 | 144.0000 | 101.6500 | 245.6500 |     |
| 5    | Maria Alavidze     | Georgia       | 31.55 | 135.3583 | 96.3000  | 231.6583 |     |
| 6    | Zoi Karangelou     | Grecia        | 35.10 | 136.7283 | 93.3000  | 230.0283 |     |
| 7    | Daria Moshynska    | Ucraina       | 29.50 | 133.4917 | 95.9500  | 229.4417 |     |
| 8    | Jasmine Verbena    | San Marino    | 30.90 | 135.1050 | 90.3500  | 225.4550 |     |
| 9    | Zofia Strapekova   | Slovacchia    | 27.10 | 131.2467 | 89.7000  | 220.9467 |     |
| 10   | Ece Ungor          | Turchia       | 32.15 | 132.6142 | 86.2500  | 218.8642 |     |
| 11   | Mari Moilala       | Finlandia     | 24.90 | 119.9650 | 86.6000  | 206.5650 |     |
| 12   | Romane Temessek    | Francia       | 28.90 | 115.4300 | 87.3500  | 202.7800 |     |
| 13   | Loya Cenkci        | Gran Bretagna | 30.20 | 117.9500 | 82.3500  | 200.3000 |     |
| 14   | Dalia Penkova      | Bulgaria      | 31.05 | 117.6334 | 77.0000  | 194.6334 |     |
| 15   | Julie Cooninx      | Belgio        | 21.35 | 101.8667 | 73.0000  | 174.8667 |     |
| 16   | Diana Cipova       | Rep. Ceca     | 14.70 | 98.1167  | 75.7000  | 173.8167 |     |
| 17   | Marfa Shragina     | Svezia        | 14.70 | 97.2583  | 72.0500  | 169.3083 |     |